# Forteresse de Mimoyecques
La forteresse de Mimoyecques est un ancien bunker de la Seconde Guerre mondiale situé à l'ouest du hameau de Moyecques, sur le territoire de la commune de Landrethun-le-Nord dans le département français du Pas-de-Calais. Portant les noms de code Wiese (« prairie ») et Bauvorhaben 711 (« projet de construction 711 »), il fut construit par l'Allemagne nazie entre 1943 et 1944 pour abriter une batterie de canons V3 visant Londres.
L'installation était composée d'un réseau de tunnels creusés sous une colline crayeuse reliant cinq puits obliques chacun devant accueillir cinq canons V3. Orientés en direction de Londres, les canons auraient été capables de tirer près de 600 obus par heure sur la capitale britannique, ce qui aurait constitué d'après Winston Churchill « l'attaque la plus dévastatrice qui soit ». Les Alliés ignoraient tout du canon V3 mais supposèrent que la forteresse de Mimoyecques était une base de lancement de missiles V2. À partir de l'automne 1943, le site fut sévèrement bombardé à plusieurs reprises et les travaux de construction furent abandonnés quelques semaines avant l'arrivée de la 3e division d'infanterie canadienne le 5 septembre 1944.
Le complexe fut partiellement détruit après la guerre sur les ordres directs de Churchill pour empêcher sa réutilisation comme base militaire. Il fut ensuite transformé en champignonnière en 1969 puis en musée en 1984. Il fut acquis par le conservatoire d'espaces naturels du Nord et du Pas-de-Calais en 2010 et sa gestion est assurée par la communauté de communes de la terre des deux caps depuis 2015.

## Contexte

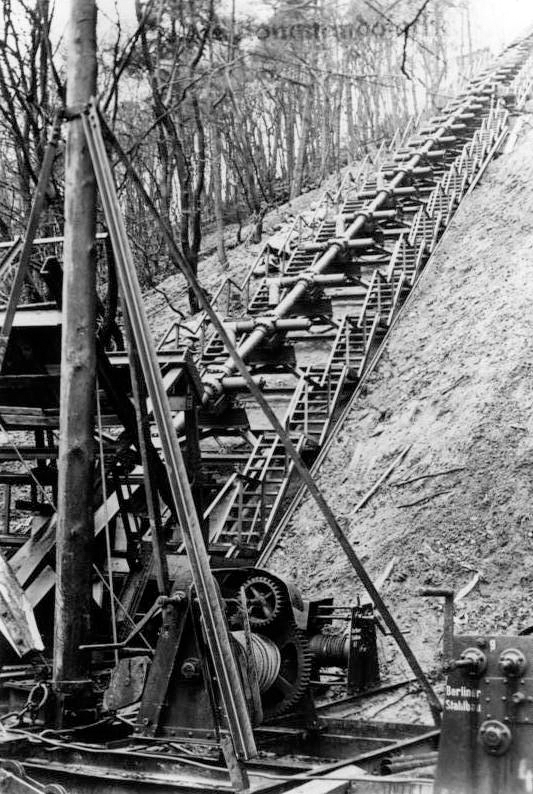
Le prototype du canon V3 en 1942 à Międzyzdroje en Pologne

En mai 1943, Albert Speer, le ministre du Reich pour l'Armement et les Munitions, informa Adolf Hitler des recherches réalisées pour produire un canon capable de tirer sur de longues distances. Cette nouvelle pièce d'artillerie, de nom de code Hochdruckpumpe (« pompe à haute pression » ou HDP) et par la suite désignée V3, était l'une des Vergeltungswaffen (« armes de représailles ») développées par l'Allemagne nazie alors que sa situation militaire se détériorait. Les canons à longue portée comme le Dora ou les Pariser Kanonen existaient déjà mais ils étaient limités par la faible durée de vie de leurs tubes causée par l'usure des tirs (65 tirs pour les Pariser Kanonen). Pour éviter ce phénomène, le HDP possédait un canon lisse de 100 m de long et de 150 mm de diamètre sur lequel étaient disposées 32 chambres auxiliaires destinées à accroître la poussée du projectile au moment de son passage,. Il était donc en théorie possible d'obtenir des portées très élevées sans avoir besoin de changer le canon après quelques tirs.
Le canon était toujours au stade de prototype mais Hitler fut enthousiasmé par l'idée et ordonna que le projet reçoive la priorité maximale. En août 1943, il approuva la construction d'une batterie de canons HDP en France et la mise en place de sites fortifiés de lancement de missiles V1 et V2 visant Londres et le sud-est de l'Angleterre. Speer écrivit par la suite :

« Sur mon conseil, le Führer a décidé de prendre le risque d'accorder des contrats immédiatement pour la « pompe à haute pression » sans attendre le résultat des essais de tir. Le soutien maximum doit être accordé aux sites de tirs expérimentaux de Hillersleben et de Międzyzdroje en attendant l'achèvement de la véritable batterie. »

Pour atteindre Londres, le canon devait mesurer 127 m de long, ce qui rendait impossible son déplacement. Il devait donc être déployé sur un site fixe. Une étude réalisée au début de l'année 1943 montra que l'emplacement optimal de l'arme serait une colline rocheuse où des puits inclinés seraient creusés pour héberger les canons.
Les études de terrain furent réalisées par un expert en fortification, le major Bock de la 15e armée basée dans la région de Dieppe. Une colline calcaire de 158 m de haut et située à 165 km de Londres près du hameau de Mimoyecques fut choisie pour abriter le canon. Le site fut sélectionné avec soin ; la colline était composée d'une fine couche de terre en surface et de craie jusqu'à plusieurs centaines de mètres sous la surface. La craie pouvait facilement être excavée tout en étant suffisamment solide pour que les tunnels n'aient pas besoin d'étaiements en bois. Même si le site était mal desservi par la route, il se trouvait à quelques kilomètres seulement à l'ouest d'une importante voie ferrée reliant Calais à Boulogne-sur-Mer. La zone était déjà fortement militarisée : en plus des fortifications du mur de l'Atlantique sur les falaises du cap Gris-Nez au nord-ouest, une base de tir pour au moins une pièce d'artillerie sur voie ferrée de  type K 5 se trouvait à environ 5 km au sud dans les carrières d'Hydrequent-Rinxent,.

## Conception et construction
Les travaux de construction commencèrent en septembre 1943 avec l'installation de voies ferrées jusqu'au site. L'excavation des puits commença en octobre. Les premiers plans comprenaient deux complexes parallèles séparés d'environ 1 000 m comptant chacun cinq puits obliques devant accueillir cinq canons HDP pour un total de 25 canons. L'âme lisse des canons HDP permettait une cadence de tir plus rapide qu'avec les âmes rayées plus conventionnelles. L'ensemble de la batterie devait avoir une cadence de tir d'environ 10 coups à la minute, ce qui devait permettre d'expédier 600 obus par heure sur Londres. Il était prévu que les deux installations soient approvisionnées par une voie ferrée souterraine d'écartement standard reliée à la ligne Calais-Boulogne et un dépôt de munitions souterrain fut creusé à une profondeur d'environ 33 m. Le complexe occidental fut abandonné peu après le début de sa construction sous les bombardements alliés et seul le complexe oriental fut construit,.
Les puits étaient inclinés selon un angle de 50° jusqu'à une profondeur de 105 m. L'ampleur du projet fut réduite à cause de problèmes techniques avec le prototype de canon. Les puits I et II furent rapidement abandonnés et seule la construction des III, IV et V fut poursuivie. La sortie des puits en surface était formée d'une dalle de béton ou Platte de 30 m de large sur 5,5 m d'épaisseur à travers laquelle était percée de petites ouvertures pour faire passer les projectiles. Ces ouvertures étaient protégées par de larges plaques d'acier et les entrées du tunnel ferroviaire étaient également fermées par des portes en acier. Les puits étaient orientés suivant un angle de 299° ± 30 minutes vers le pont de Westminster. Même si la hausse et le gisement des canons ne pouvaient pas être modifiés, il était possible de moduler la portée en modifiant la quantité de charge explosive dans les projectiles. Il aurait ainsi été possible de toucher une grande partie de Londres.
Le tunnel ferroviaire formait une ligne droite sur environ 630 m. Sur le côté occidental se trouvait un quai de déchargement donnant accès à dix galeries transversales numérotées de 3 à 13 et séparées de 24 m. Chaque galerie était équipée d'une voie ferrée Decauville d'un écartement de 60 cm. Sur le côté oriental du tunnel, plusieurs chambres devaient servir d'entrepôts, de bureaux et de logements pour la garnison du complexe.

Plans du site de Mimoyecques
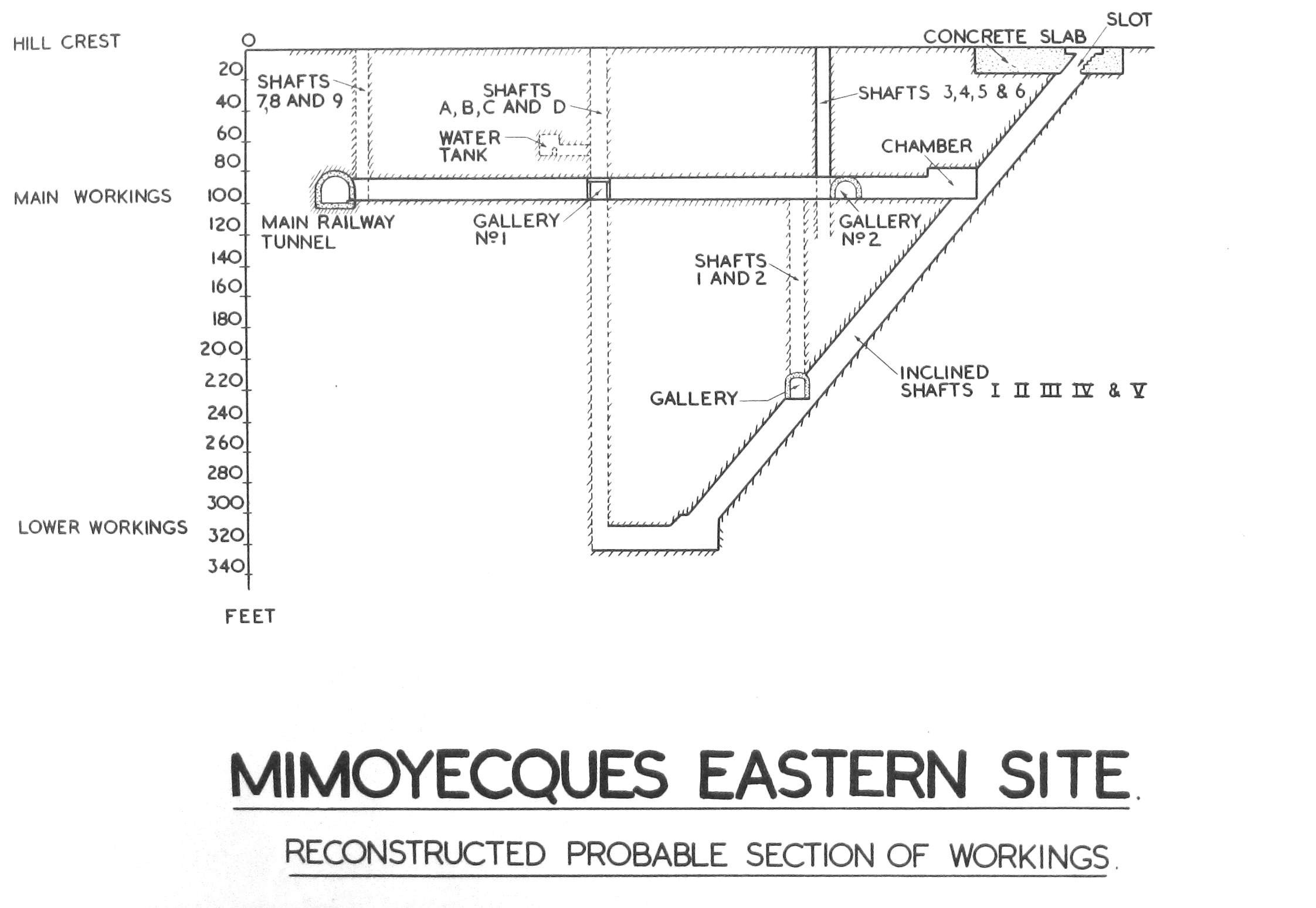
Section transversale du site oriental de Mimoyecques
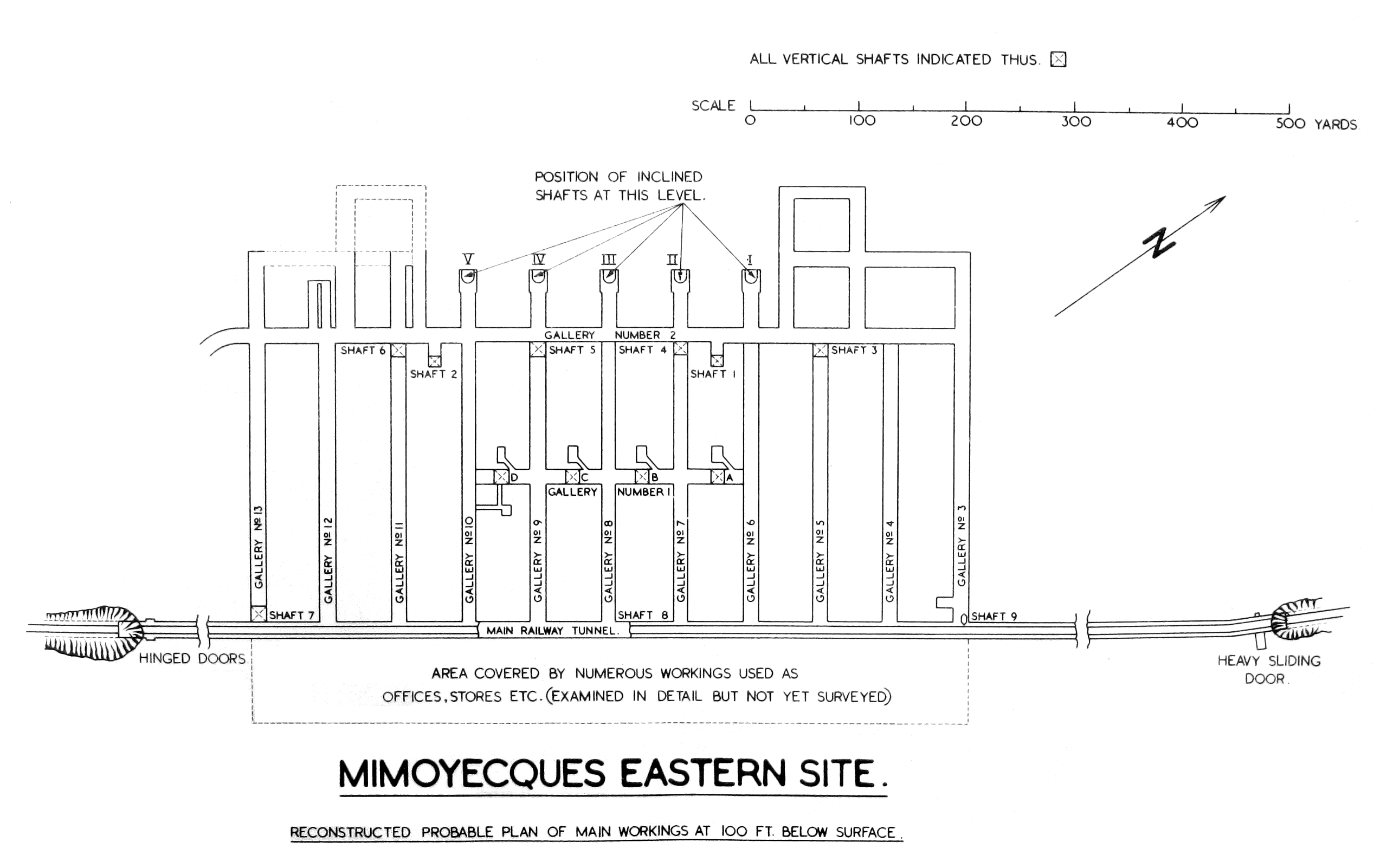
Plan du site oriental de Mimoyecques
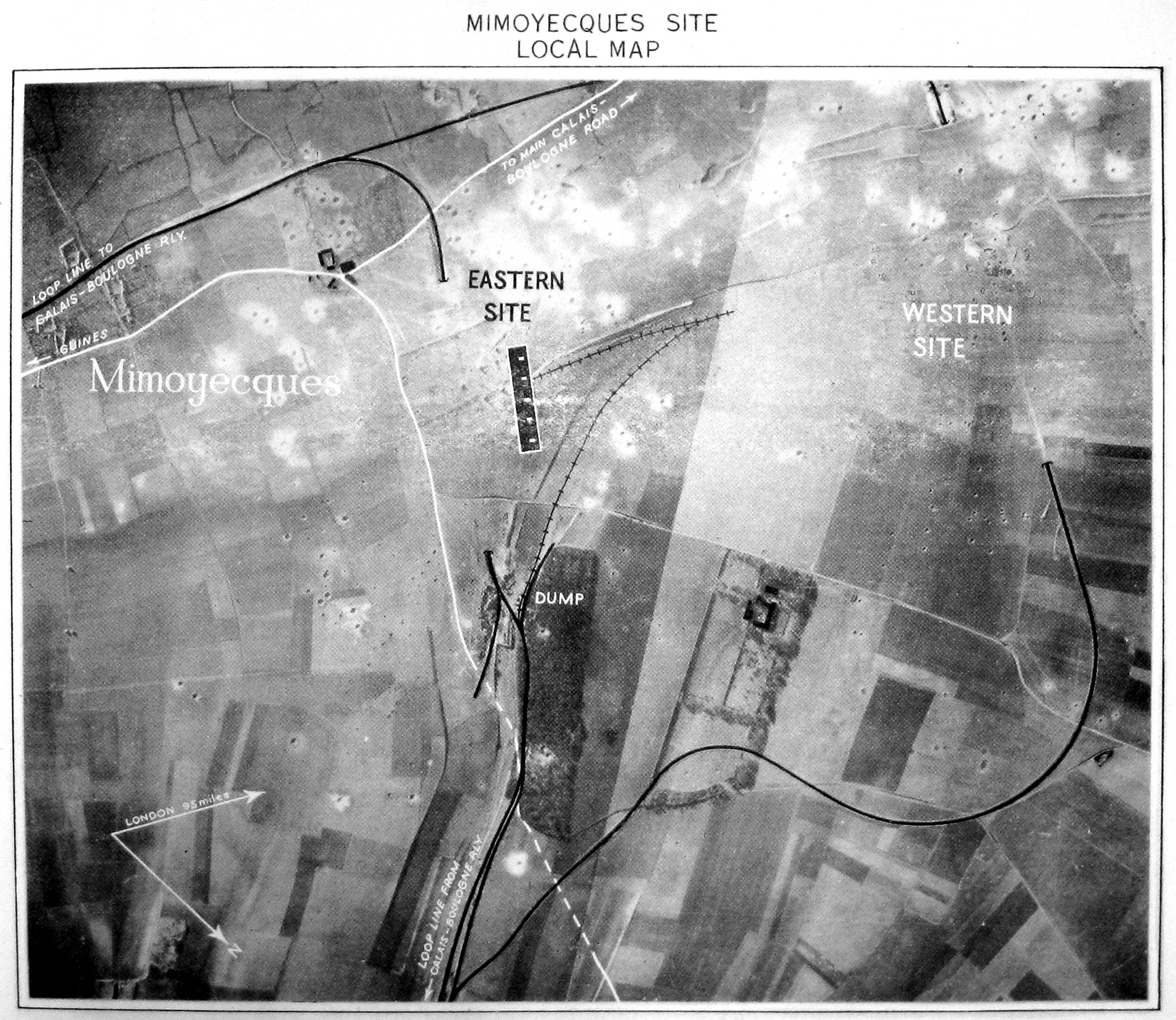
Photographie aérienne des deux complexes réalisée en novembre 1944

Le groupe central comprenant les galeries 6 à 10 donnait accès aux canons tandis que les galeries 3 à 5 et 11 à 13 devaient être utilisées comme tunnels d'accès et peut-être comme zones de stockage. Elles étaient toutes reliées à la galerie no 2 qui était parallèle au tunnel ferroviaire principal à une distance d'environ 100 m. Les galeries 6 à 10 étaient également reliées par un second couloir appelé galerie no 1 courant parallèlement au tunnel principal à environ 24,5 m. D'autres salles se trouvaient à 62, 47 et 30 m de profondeur et permettaient d'accéder à divers niveaux des puits et des canons. Les tunnels se trouvant à −62 m furent construits pour faciliter le retrait des gravats lors de l'excavation des puits tandis que ceux à −47 m étaient reliés aux conduits d'évacuation des gaz produits par les tirs et ceux à −30 m donnaient accès aux culasses des canons. Les niveaux inférieurs étaient accessibles via des ascenseurs et des puits de mine furent utilisés durant la construction.
Les travaux de construction furent réalisés par plus de 5 000 ouvriers, essentiellement des ingénieurs allemands venant de plusieurs entreprises dont Mannesmann, Gute Hoffnungshütte, Krupp et Vereinigte Stahlwerke, 430 mineurs recrutés dans la Ruhr et des prisonniers de guerre soviétiques enrôlés comme travailleurs forcés. La campagne de bombardement alliée causa des retards mais les travaux de construction souterrains continuèrent à un rythme soutenu. Les plans de départ prévoyaient l'achèvement et la mise en service d'une première batterie de cinq canons en mars 1944 tandis que les 25 canons du complexe devaient être opérationnels le 1er octobre.

## Découverte et destruction

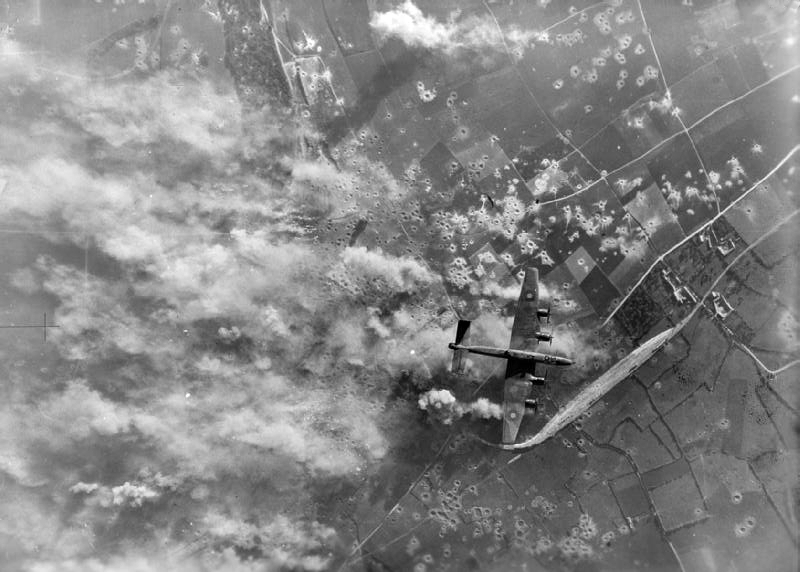
Un bombardier britannique Halifax survole Mimoyecques le 6 juillet 1944 durant un bombardement.

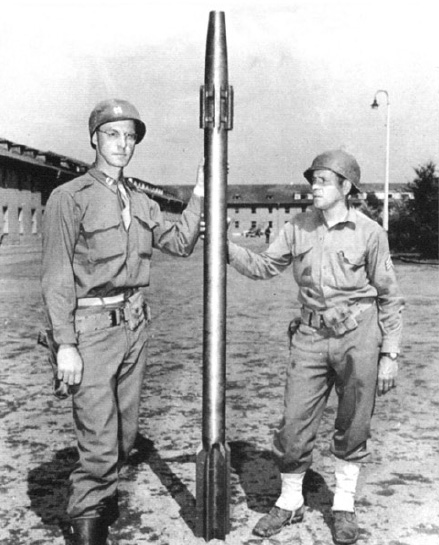
Deux soldats américains avec un projectile Sprenggranate 4481 qui aurait dû être utilisé à Mimoyecques.

En 1943, des agents français rapportèrent que les Allemands envisageaient de lancer une grande offensive contre le Royaume-Uni avec des armes secrètes ressemblant à des mortiers géants enterrés et approvisionnés par rail. En septembre 1943, les analystes militaires britanniques remarquèrent que des activités anormales avaient lieu sur le site lorsque les Allemands construisirent des voies ferrées secondaires menant dans des tunnels. Des vols de reconnaissance organisés en octobre 1943 montrèrent l'excavation de puits dans la colline. Un analyste nommé André Kenny découvrit les puits sur une photographie aérienne car une meule de foin assemblée pour dissimuler l'un des puits avait été détruite, probablement par un coup de vent, et dévoilait un treuil et des poulies. Le rôle de ce site était peu clair mais les Alliés considéraient qu'il s'agissait d'une sorte d'abri pour lancer des fusées ou des bombes volantes. Un agent du MI6 rapporta qu'une « chambre bétonnée devait être construite près de l'un des tunnels pour accueillir un tube, de 40 à 50 m de long, qu'il qualifia de « canon lance-fusées » ». Il était supposé que les puits étaient des « bouches d'aération pour permettre l'expansion des gaz produits par le lancement ». Les Alliés ignoraient tout du canon HDP et donc de la fonction réelle du site de Mimoyecques. Ils considéraient à ce moment que les fusées V2 devaient être lancées depuis des tubes et ils supposaient donc que les puits inclinés de Mimoyecques étaient destinés à cet usage.
Le manque de renseignement sur Mimoyecques irritait les responsables de l'opération Crossbow qui devaient évaluer les objectifs alliés pour contrer les armes balistiques allemandes. Le 21 mars 1944, le Comité des Chefs d'État-major britannique discuta de la pénurie d'informations mais fut informé par Reginald Victor Jones, l'un des membres du comité Crossbow, qu'il serait difficile d'en obtenir car la main d'œuvre travaillant sur le site était essentiellement allemande. Le chef du comité, Duncan Sandys, proposa que le Special Operations Executive soit chargé d'enlever un technicien allemand pour pouvoir l'interroger. Même si l'idée fut approuvée, elle ne fut jamais appliquée. Finalement, le Comité des Chefs d'État-major demanda au général américain Dwight D. Eisenhower de lancer une campagne de bombardement intensive contre les principaux sites Crossbow dont Mimoyecques que les Alliés considéraient encore comme un site de lancement de fusées.
Les forces aériennes alliées menèrent plusieurs bombardements aériens sur le site entre novembre 1943 et juin 1944 mais sans grands résultats. Les attaques perturbèrent la construction et les premiers raids des 5 et 8 novembre 1943 retardèrent les travaux d'un mois. Les Allemands décidèrent alors d'abandonner le site occidental où les travaux étaient peu avancés et concentrèrent leurs efforts sur le site oriental. Le 6 juillet 1944, la Royal Air Force commença à bombarder le site avec des bombes perforantes Tallboy pour la première fois. Une de ces bombes tomba sur la plaque de béton protégeant le puits IV qui s'effondra. Trois autres endommagèrent les tunnels et certaines galeries s'effondrèrent. Environ 300 Allemands et travailleurs forcés furent enterrés vivants par les effondrements. Les Allemands rencontrèrent également de graves problèmes techniques avec les obus du canon HDP. Il était prévu qu'ils sortent des canons à environ 1 500 m/s mais les Allemands remarquèrent que du fait d'un problème de conception, les projectiles étaient instables à des vitesses de vol de plus de 1 000 m/s. Ils tombaient donc bien avant la cible mais 20 000 obus avaient été fabriqués avant que cela ne soit découvert.
Après l'attaque dévastatrice du 6 juillet, les Allemands organisèrent une réunion sur l'avenir du site au cours de laquelle Hitler ordonna d'importants changements. Le 12 juillet, il signa un ordre demandant que seulement cinq canons HDP soient installés dans un puits unique. Les deux autres devaient accueillir deux canons Krupp K5 équipés d'un canon lisse de 310 mm pour tirer un nouveau type d'obus-fusée à longue portée. Deux lance-missiles Rheinbote devaient également être installés. Ces plans furent cependant abandonnés du fait de l'approche des troupes alliées et le 30 juillet, les ingénieurs de l'organisation Todt reçurent l'ordre d'arrêter les travaux.
Les Alliés ignoraient cela et lancèrent de nouvelles attaques contre le site. Dans le cadre de l'opération Aphrodite, l'United States Army Air Forces utilisa des B-24 remplis d'explosifs et télécommandés. Deux raids de ce type furent organisés mais échouèrent et dans le second, le lieutenant Joseph Patrick Kennedy, le frère aîné du futur président John Fitzgerald Kennedy, fut tué lors de l'explosion prématurée du bombardier. À la fin de la campagne de bombardement, plus de 4 100 tonnes de bombes avaient été larguées sur Mimoyecques, plus que sur tout autre site balistique.
| Date            | Mission |
| --------------- | --- |
| 5 novembre 1943 | Plus de 150 B-26 Marauder de la 9th USAAF bombardèrent les « travaux de construction » à Mimoyecques mais le mauvais temps empêcha un groupe d'arriver sur le site et plusieurs appareils ne parvinrent pas à attaquer,.                                        |
| 8 novembre 1943 | Le 2e groupe de la Royal Air Force attaqua Mimoyecques avec trois vagues composées chacune de 24 bombardiers moyens A-20. Six B-25 participèrent également à l'attaque. Un B-25 fut abattu et 12 bombardiers furent endommagés par la flak.                     |
| 19 mars 1944    | 173 B-17 des 1re et 3e divisions de bombardement de la 9th USAAF escortés par des P-47 bombardèrent des sites balistiques allemands dont celui de Mimoyecques.                                                                                                  |
| 26 mars 1944    | 500 bombardiers lourds de la 8th USAAF attaquèrent un total de 16 sites balistiques dans le nord de la France dont Mimoyecques, sur lesquels ils larguèrent 1 271 tonnes de bombes. Les Alliés perdirent quatre B-17 et un B-24 ; 236 autres furent endommagés. |
| 10 avril 1944   | Des bombardiers de la 8th USAAF attaquèrent Mimoyecques. |
| 20 avril 1944   | 375 B-17 et 174 B-24 de la 8th USAAF attaquèrent des sites balistiques dans le Pas-de-Calais et près de Cherbourg ; les pertes se montèrent à neuf appareils.                                                                                                   |
| 27 avril 1944   | 307 B-17 des 1re et 3e divisions de bombardement et 169 B-24 de la 2de division de bombardement de la 9th USAAF attaquèrent des sites balistiques dans le Pas-de-Calais et près de Cherbourg ; quatre appareils furent perdus.                                  |
| 28 avril 1944   | 47 B-24 de la 8th USAAF, escortés par 50 P-47 du 361e groupe de chasse bombardèrent Mimoyecques. Un B-24 fut détruit. |
| 1er mai 1944    | Plus de 500 bombardiers lourds attaquèrent les sites balistiques dans le Pas-de-Calais mais le mauvais temps ne permit qu'à 129 d'entre eux de bombarder les sites de Watten et de Mimoyecques et plusieurs aérodromes,.                                        |
| 15 mai 1944     | 38 des 58 B-17 de la 1re division de bombardement attaquèrent Mimoyecques. |
| 21 mai 1944     | 25 B-17 de la 8th USAAF bombardèrent Mimoyecques et 13 bombardiers furent endommagés. |
| 22 juin 1944    | 234 appareils (119 Lancaster, 102 Halifax et 13 Mosquito) attaquèrent plusieurs sites balistiques. |
| 27 juin 1944    | 104 Halifax du groupe no 4, 5 Mosquito et 2 Lancaster de ciblage bombardèrent Mimoyecques par beau temps sans subir de pertes. |
| 6 juillet 1944  | Le site de Mimoyecques fut bombardé avec des bombes Tallboy. L'une d'elles perça l'un des puits et explosa sous terre, ce qui créa un énorme cratère. |
| 4 août 1944     | Première mission de l'opération Aphrodite au cours de laquelle quatre B-17 télécommandés et remplis d'explosifs furent dirigés contre Mimoyecques et d'autres sites dans le Pas-de-Calais mais aucun ne toucha sa cible.                                        |
| 12 août 1944    | Un B-24 télécommandé (opération Anvil) visant Mimoyecques explosa prématurément au-dessus de l'Angleterre et tua le pilote Joseph Patrick Kennedy, Jr. et le copilote Wilford J. Willy.                                                                         |
| 27 août 1944    | 176 Halifax, 40 Lancaster et 10 Mosquito attaquèrent Mimoyecques sans subir de pertes. |

Le site ne fut jamais formellement abandonné mais les forces allemandes le quittèrent au début du mois de septembre 1944 car les Alliés progressaient rapidement depuis la Normandie. Il fut capturé le 5 septembre par la 3e division d'infanterie canadienne.

## Enquêtes et destruction

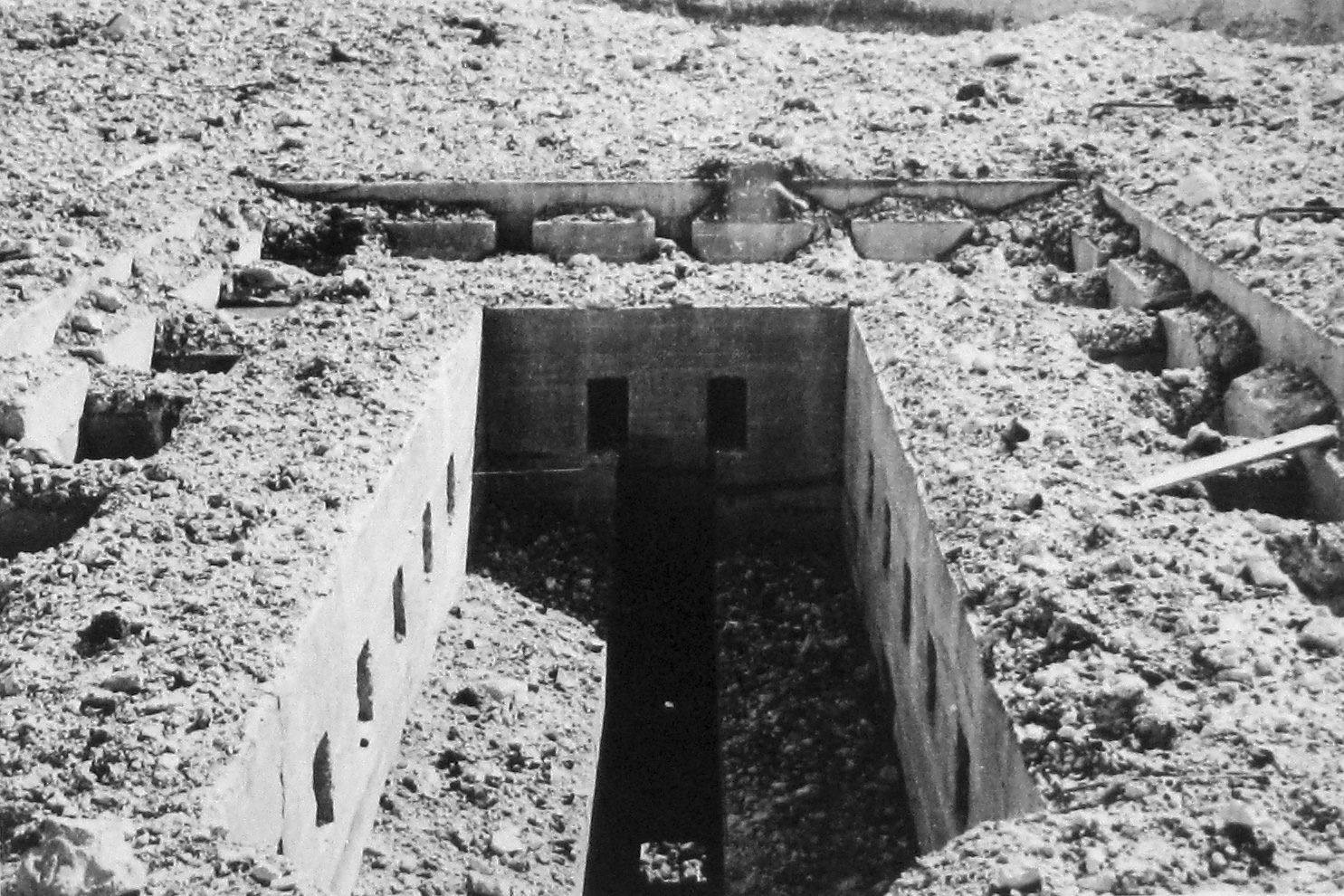
L'une des plaques de béton par laquelle aurait tiré le canon V3. Elle fut détruite en mai 1945 par le Royal Engineers.

En septembre 1944, Duncan Sandys ordonna la formation d'une mission technique interservices menée par le colonel Terence Sanders pour enquêter sur les sites balistiques de Mimoyecques, de Siracourt, de Watten et de Wizernes. Le rapport de Sanders fut remis au Cabinet de guerre le 19 mars 1945.
La fonction exacte du site restait néanmoins encore incertaine. Certains avançaient qu'il devait accueillir des « canons électromagnétiques » tirant d'énormes obus sur Londres mais cela fut discrédité par Frederick Lindemann, le conseiller scientifique de Churchill, qui calcula qu'il faudrait soixante fois la production de la centrale électrique de Battersea pour tirer un seul obus d'une tonne. L'enquête de Sanders dévoila le canon V3 pour la première fois et cela alarma le gouvernement britannique. Il conclut que, malgré les destructions, le site « pourrait être complété pour mener des actions offensives contre ce pays dans le futur et que sa destruction est un sujet d'importance ». Sandys présenta la question à Churchill et lui dit que « comme cette installation pose une menace potentielle contre Londres, il serait sage de la démolir pendant que nos forces sont toujours en France ». Churchill commenta plus tard que l'installation de Mimoyecques « aurait bien pu lancer l'attaque la plus dévastatrice qui soit contre Londres ».
La découverte de la véritable fonction du site entraîna quelques critiques à Londres car, à la différence des projets V1 et V2, les renseignements alliés n'étaient pas parvenus à découvrir le V3 avant la fin de la guerre. Reginald Victor Jones commenta néanmoins en avril 1945 que l'échec des renseignements n'avait pas été dramatique étant donné que les Allemands n'avaient pas transformé le HDP en une arme efficace : « il y eut peu d'avertissement ; [mais] il y avait peu de danger ».
Suivant les consignes de Churchill, le Royal Engineers entassa dix tonnes de bombes britanniques de 500 livres (227 kg) et d'explosifs allemands capturés dans les tunnels de Mimoyecques et les fit exploser le 9 mai. Cela n'eut pas l'efficacité attendue et le 14 mai, 25 tonnes d'explosifs furent utilisés pour détruire les entrées nord et sud du site. Une commission d'enquête jugea que les tunnels d'entrée avaient été complètement bloqués et que leur dégagement représenterait une tâche longue et très laborieuse. Ces actions britanniques avaient été réalisées sans en informer au préalable les Français et Charles de Gaulle fut ulcéré par ce qu'il considérait comme une violation de la souveraineté française.

## Après-guerre
Après la guerre, le site de Mimoyecques fut laissé à l'abandon et une grande partie des équipements fut récupérée sous forme de ferraille. Quatre plaques d'acier pesant 60 tonnes destinée à protéger les entrées des puits furent achetées par le directeur de la carrière voisine de Hidrequent-Rinxent et découpées pour servir dans les concasseurs de roches. Redécouvertes par des historiens locaux dans les années 1990, elles restèrent dans les carrières jusqu'en 2010 lorsque les derniers éléments furent ramenés à Mimoyecques où elles sont aujourd'hui exposées.

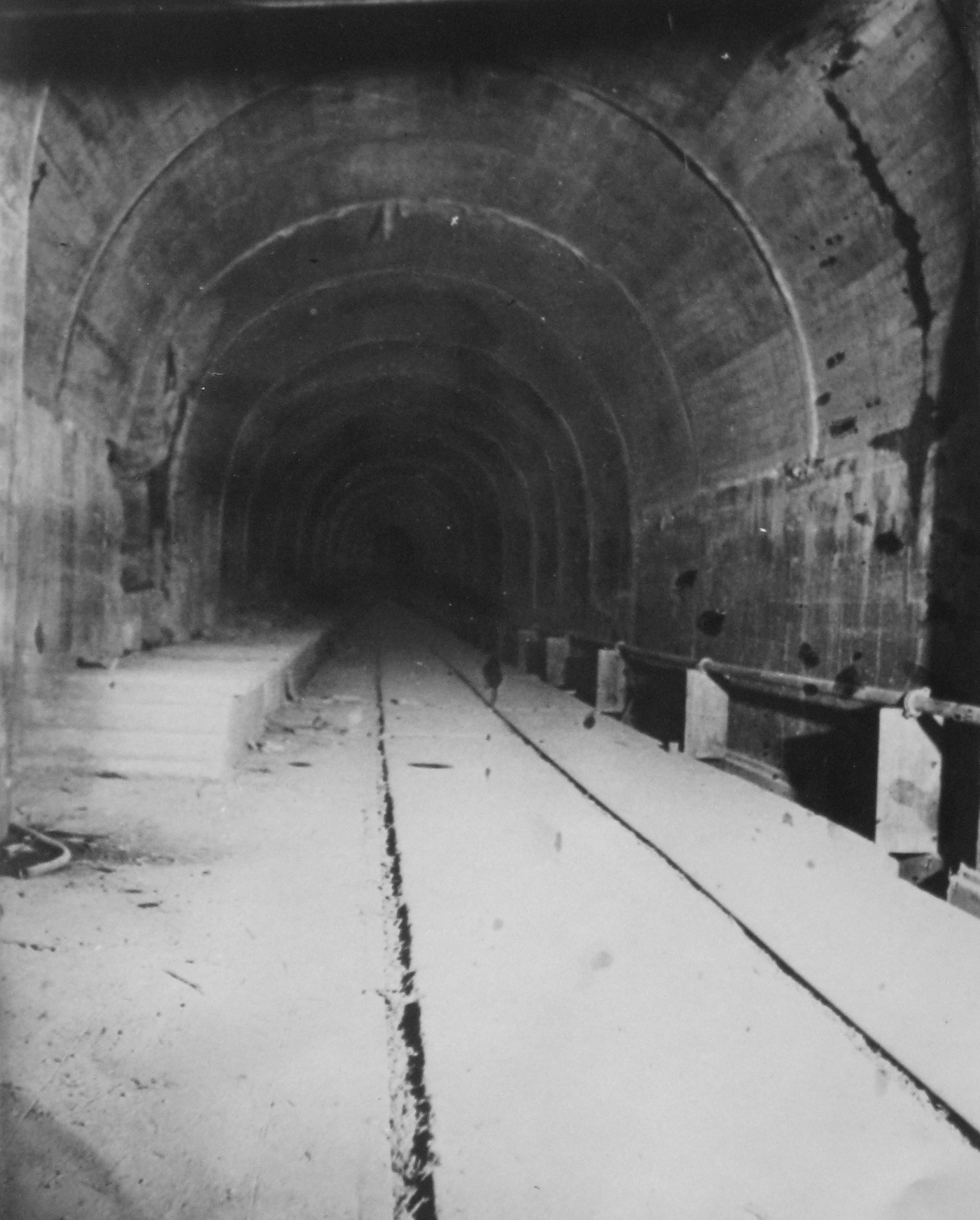
Le tunnel ferroviaire du site oriental de Mimoyecques vers janvier 1945
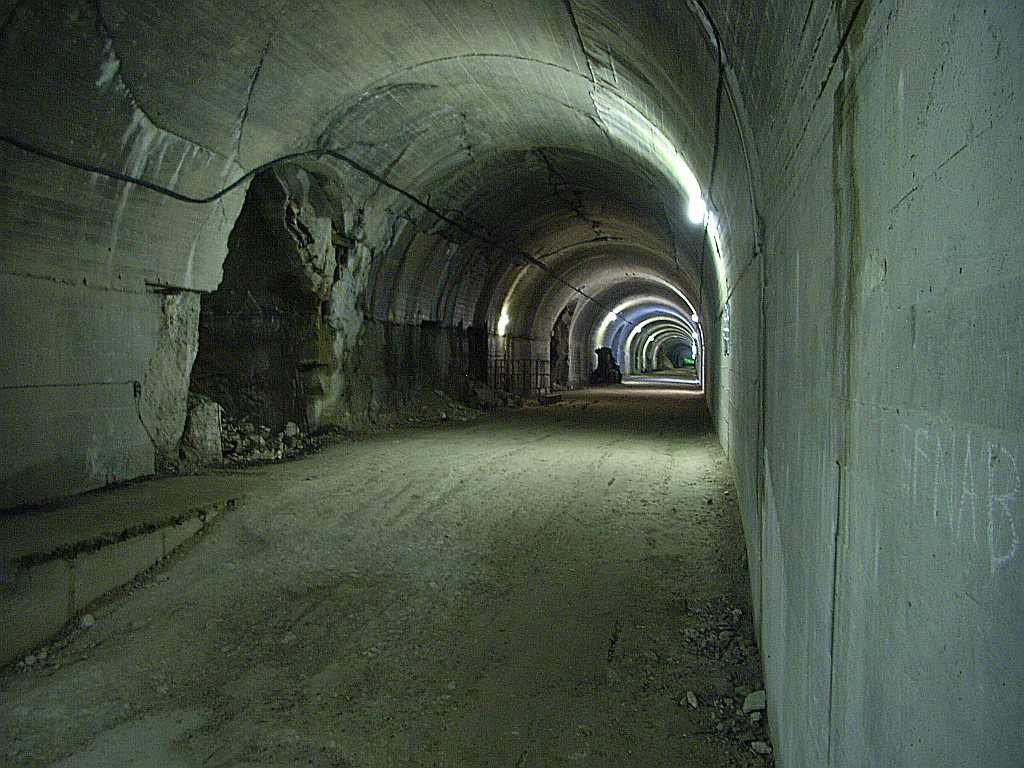
Le même tunnel aujourd'hui ; le niveau du sol a été surélevé jusqu'au niveau des plateformes de déchargement visibles à gauche.
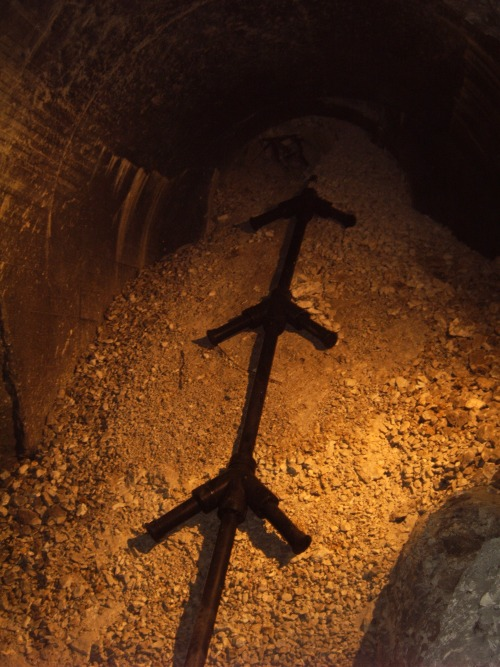
Réplique de l'un des canons V3 dans le puits IV de Mimoyecques. Chaque puits devait accueillir cinq canons de ce type.

Malgré la fermeture des entrées ferroviaires, il était toujours possible d'entrer dans le complexe en descendant par l'un des puits inclinés. En 1969, Marie-Madeilene Vasseur, une agricultrice de Landrethun fit dégager l'entrée sud pour transformer les tunnels en champignonnière. Une portion de 30 m du tunnel dut être retirée pour permettre l'accès ; l'entrée actuelle n'est donc pas celle initialement construite par les Allemands. Émue par cette construction oubliée et aidée par des proches et des amis, Vasseur dégagea les tunnels et installa une alimentation électrique. La SARL « La Forteresse de Mimoyecques » fut créée en 1984 pour faire du site un musée sous le nom de « Forteresse de Mimoyecques - Un Mémorial International ». Le musée fut fermé à la fin de l'année 2008 lorsque Vasseur prit sa retraite. L'association à but non lucratif, le Conservatoire d'espaces naturels du Nord et du Pas-de-Calais acheta le musée pour 330 000 € avec des fonds venant du conseil régional du Nord-Pas-de-Calais, de l'Union européenne et d'un mécène privé. L'intérêt du Conservatoire était lié à la présence d'une importante colonie de chauve-souris sur le site dont des espèces rares comme le grand rhinolophe, le murin émarginé et le murin des marais,.
La communauté de communes de la terre des deux caps et les administrations locales mirent en place un partenariat pour que le site soit géré par le musée existant de la coupole d'Helfaut près de Saint-Omer. Son directeur, l'historien Yves le Maner, conçut le nouveau musée qui fut construit pour un coût de 360 000 €. Le site fut rouvert au public le 1er juillet 2010. En plus de présenter une histoire des armes balistiques et du site, les visiteurs peuvent voir les tunnels, une réplique du canon HDP et un mémorial dédié aux travailleurs forcés et aux aviateurs morts sur le site. En 2011, le musée a accueilli environ 11 000 visiteurs dont 53 % de Français, 18 % de Belges et 16 % de Britanniques. À compter du 1er janvier 2015, la gestion de l'ouvrage est reprise par la Communauté de communes de la terre des deux caps.

## Pour approfondir